# Sextet (Holmboe)
Sextet (Sekstet) is een compositie van Vagn Holmboe.
Holmboe schreef zijn sextet voor de ongebruikelijke combinatie dwarsfluit, klarinet, fagot, viool, altviool en cello. Het schreef het voor leden van het Symfonieorkest van Odense, die de première van dit werk gaven. Holmboe wist de instrumentatie zo in te vullen, dat de luisteraar het idee krijgt dat hij naar een kamerorkest luistert, iets wat Holmboe naar eigen zeggen geleerd had van de (kamer)muziek van Joseph Haydn. Het eerste deel (Andante) bestaat uit een korte introductie die overgaat in een snellere passage. Holmboe gebruikt zijn metamorfosestijl om de thema’s steeds in verschillende variaties te horen te brengen. Deel 2 (Andante cantabile), het zangerige gedeelte laat dezelfde techniek horen. Deel 3 (Allegro molto) is het vlotte slotdeel met veel ritmiek.
Dacapo Records nam dit sextet op in 2011 in het kader van twee uitgaven van vergeten kamermuziek van de Deense componist. Vlak daarna (2015/2016) nam de fluitist Claus Ettrup Larsen het op voor Rondo Records als onderdeel van kamermuziek voor fluit geschreven door Holmboe. Zijn muziekuitgeverij geeft aan dat het werk zo af en toen nog uitgevoerd wordt in de 21e eeuw. 